# Травников, Иван Васильевич
Иван Васильевич Травников (22 января 1922 — 2 июля 1986) — слесарь-лекальщик Свердловского машиностроительного завода, Герой Социалистического Труда (26 апреля 1971).

## Биография
Родился 22 января 1922 года в селе Чириково Кашинского уезда Тверской губернии (ныне — Кашинский район Тверской области) в крестьянской семье. Русский.
В 1929 году окончил сельскую четырёхлетнюю школу в родном селе. Продолжил обучение в неполной средней школе города Кашин, которую окончил в 1937 году.
В октябре 1937 года поступил в школу фабрично-заводского ученичества (ФЗУ) при заводе № 8 имени М. И. Калинина в посёлке Калининский Московской области. В апреле 1939 года, окончив школу, получил специальность слесаря и сразу же поступил работать на завод. В течение трёх месяцев работал учеником слесаря, а с июля 1939 года начал трудиться слесарем-лекальщиком цеха № 28.
В ноябре 1941 года вместе с заводом № 8 эвакуирован в город Свердловск.
Профессионал высшего класса, за пятилетку выполнял два пятилетних плана. Наставник молодёжи, председатель областного совета наставников.
За высокие показатели в работе Указом от 26.04.1971 присвоено звание Героя Социалистического Труда. Награждён орденами и медалями.
В 1982 году вышел на пенсию.
Скончался 2 июля 1986 года в Свердловске. Похоронен на Северном кладбище.